# 世界を対象としたニーズ対応型地域研究推進事業
世界を対象としたニーズ対応型地域研究推進事業は、日本との関係で重要な地域について、現在の政治、経済、社会制度等とその背景となる思想、文化、歴史等との関係など、今後、日本が人的交流及び国際貢献を進めるために必要な政策的・社会的ニーズに基づくプロジェクト研究を実施し、その成果を社会へ還元することにより、日本と地域との間の交流や協力が一層促進され、日本とこれらの地域との「協働」、「相互理解」さらには「共生」に資することを目的として、2006年度に開始した文部科学省委託事業である。